# 桑原義樹
桑原 義樹（くわばら よしき）は、日本のスーツアクター。キャスタッフ所属。主にウルトラシリーズで怪獣役を多数演じている。

## 出演

### テレビ
- ウルトラゾーン（2011年 - 2012年）
- ウルトラゼロファイト（2012年 - 2013年）
- 新ウルトラマン列伝（2013年 - 2016年）
- ウルトラマンギンガ（2013年） - ジャンキラー / ジャンナイン[1]
- ウルトラマンギンガS（2014年） - グドン、エレキング（8話）、インペライザー（12話）、ゾアムルチ、バードン、ゼットン星人ベルメ、ビクトルギエル[要出典]
  - ウルトラファイトビクトリー（2015年）
- ウルトラマンX（2015年） - アクション（4話）、ケムール人（9話）、モルド・スペクター、グリーザ
- ウルトラマンオーブ（2016年） - 部下A、アクション（10話）、マガオロチ、マガタノオロチ
  - ウルトラファイトオーブ 親子の力、おかりします!（2017年）
- ウルトラマンジード（2017年） - ウルトラマンタロウ、タイラント、キメラベロス、ザイゴーグ、メカゴモラ、ウルトラマンベリアル アトロシアス
- ウルトラマンR/B（2018年） - メカゴモラ、ニュージェネレーションヒーローズ
- ウルトラマン ニュージェネレーションクロニクル（2019年）
- ウルトラマンタイガ（2019年） - ウルトラマンタイタス
- ウルトラマンZ（2020年） - ゲネガーグ、ギルバリス、グリーザ、デストルドス
- ウルトラマントリガー NEW GENERATION TIGA（2021年 - 2022年） - ダーゴン
- ウルトラマンデッカー（2022年 - 2023年） - グレゴール人グレース、テラフェイザー（11、12話）、アギラ（14話）、ヤプール、スフィアジオモス、マザースフィアザウルス
- ウルトラマンブレーザー（2023年 - 2024年） - ヴァラロン
- ウルトラマンアーク（2024年 - 2025年） - ディゲロス、モノゲロス、ヘルナラク、トリゲロス
- ウルトラマンオメガ（2025年）

### 映画
- 新世紀2003ウルトラマン伝説 THE KING'S JUBILEE（2003年） - ウルトラマンパワード
- ウルトラマンサーガ（2012年）
- 仮面ライダー×スーパー戦隊 スーパーヒーロー大戦（2012年）
- ウルトラマンギンガ 劇場スペシャル（2013年） - ジャンナイン
- ウルトラマンギンガ 劇場スペシャル ウルトラ怪獣☆ヒーロー大乱戦!（2014年）
- 劇場版 ウルトラマンギンガS 決戦!ウルトラ10勇士!!（2015年）
- 劇場版 ウルトラマンX きたぞ!われらのウルトラマン（2016年） - ザイゴーグ
- 劇場版 ウルトラマンオーブ 絆の力、おかりします!（2017年） - デアボリック
- 劇場版 ウルトラマンジード つなぐぜ! 願い!!（2018年） - ギルバリス（完全態）
- 劇場版 ウルトラマンR/B セレクト 絆のクリスタル（2019年） - スネークダークネス
- 劇場版 ウルトラマンタイガ ニュージェネクライマックス（2020年） - グリムド、ウルトラマンタイタス
- ウルトラマントリガー エピソードZ（2022年） - イーヴィルトリガー
- ウルトラマンデッカー最終章 旅立ちの彼方へ…（2023年） - グレゴール人グレース

### WEBドラマ
- ウルトラマンオーブ THE ORIGIN SAGA（2016年）
- ウルトラギャラクシーファイト ニュージェネレーションヒーローズ（2019年）
- ウルトラギャラクシーファイト 運命の衝突（2022年）
- ウルトラマンレグロス ファーストミッション（2023年）